# Can Balet (Santa Pau)
Can Balet és una obra de Santa Pau (Garrotxa) inclosa a l'Inventari del Patrimoni Arquitectònic de Catalunya.

## Descripció
És un gran casal de planta rectangular. Fou construïda amb pedra volcànica i carreus ben escairats a les obertures i els angles. Té planta baixa i dos pisos. La façana principal es troba en molt bon estat de conservació però a la darrera se li han aplicat molts afegits posteriors, sense respectar l'estructura primitiva. Al balcó central i a l'altura del primer pis hi ha un senzill balcó amb una barana de ferro forjat amb la següent data: 1891 i les inicials M. B.

## Història
La vila de Santa Pau va créixer per la part nord, fora del recinte fortificat. L'any 1466 la reina, donya Joana, cedeix uns terrenys situats prop de la porta de la Vila Nova per construir una plaça: la Plaça del Baix. Construïts els grans casals que l'envoltaren es va passar, al segle xviii a la construcció dels edificis del carrer del Pont. Posteriorment, al segle XIX es bastiren les cases del carrer Major. Can Balet fou una casa senyorial i d'importància dins el carrer Major.